# Socrates Mesiona
Socrates Calamba Mesiona MSP (* 17. September 1963 in Tagbilaran, Philippinen) ist ein philippinischer römisch-katholischer Geistlicher und Apostolischer Vikar von Puerto Princesa.

## Leben
Socrates Mesiona trat der Mission Society of the Philippines bei und empfing am 14. April 1989 das Sakrament der Priesterweihe.
Von 2004 bis 2009 war er Generalsuperior seiner Ordensgemeinschaft.
Am 28. Oktober 2016 ernannte ihn Papst Franziskus zum Titularbischof von Budua und zum Apostolischen Vikar von Puerto Princesa. Der emeritierte Erzbischof von Manila, Gaudencio Kardinal Rosales, spendete ihm am 10. Februar des folgenden Jahres die Bischofsweihe. Mitkonsekratoren waren der Bischof von Sorsogon, Arturo Mandin Bastes SVD, und der Apostolische Vikar von Taytay, Edgardo Sarabia Juanich.